# L'attore scomparso
L'attore scomparso è un film del 1941 diretto da Luigi Zampa, che costituisce la prima prova registica della sua più che quarantennale carriera cinematografica. In questa occasione egli fu affiancato da Gennaro Righelli in qualità di supervisore. La pellicola risulta attualmente irreperibile.

## Trama
Un giovane attore, stanco di essere impiegato in ruoli trascurabili, architetta una beffa. Il suo personaggio prevede unicamente l'essere sorpreso nascosto in un armadio e ucciso a revolverate quale amante della moglie del protagonista. Quando però costui, nei panni del marito tradito, apre le ante dell'armadio non vi trova nessuno a cui sparare. La commedia deve quindi essere sospesa e il direttore della compagnia è costretto ad invitare il pubblico a riprendersi il denaro dei biglietti.
Ma proprio in quel momento interviene un ispettore della Polizia che assisteva alla commedia e ferma tutto. Egli ha infatti ricevuto quella stessa mattina una lettera anonima in cui veniva annunciato un delitto proprio in quella sera e in quel teatro. La sparizione dell'attore sembra dargli ragione, e quindi sale sul palco e inizia un'inchiesta nella quale emergono e vengono messi a nudo tutti i segreti dei protagonisti. Quello che doveva essere solo uno spettacolo si trasforma allora nella rappresentazione della realtà, con le sue meschinità, ipocrisie e cattiverie, sino al finale a sorpresa.

## Produzione
L'attore scomparso, tratto da una commedia dell'attore e scrittore tedesco Theo Lingen, costituisce il primo impegno della lunghissima carriera registica di Luigi Zampa, che sino ad allora aveva svolto negli anni 1939 - 1940 un'intensa attività di sceneggiatore per film diretti da importanti registi, tra cui Camerini e Soldati. Per la sua prima prova dietro la macchina da presa Zampa venne affiancato, con un ruolo da supervisore dall'esperto Gennaro Righelli, che, come ha riferito lo stesso Zampa, «si era messo in testa di fare il produttore, e così io debuttai alla regia». Per la "Imperial film", comunque, questo restò l'unica pellicola prodotta, secondo una prassi che vedeva spesso la costituzione di società interessate in una sola opera

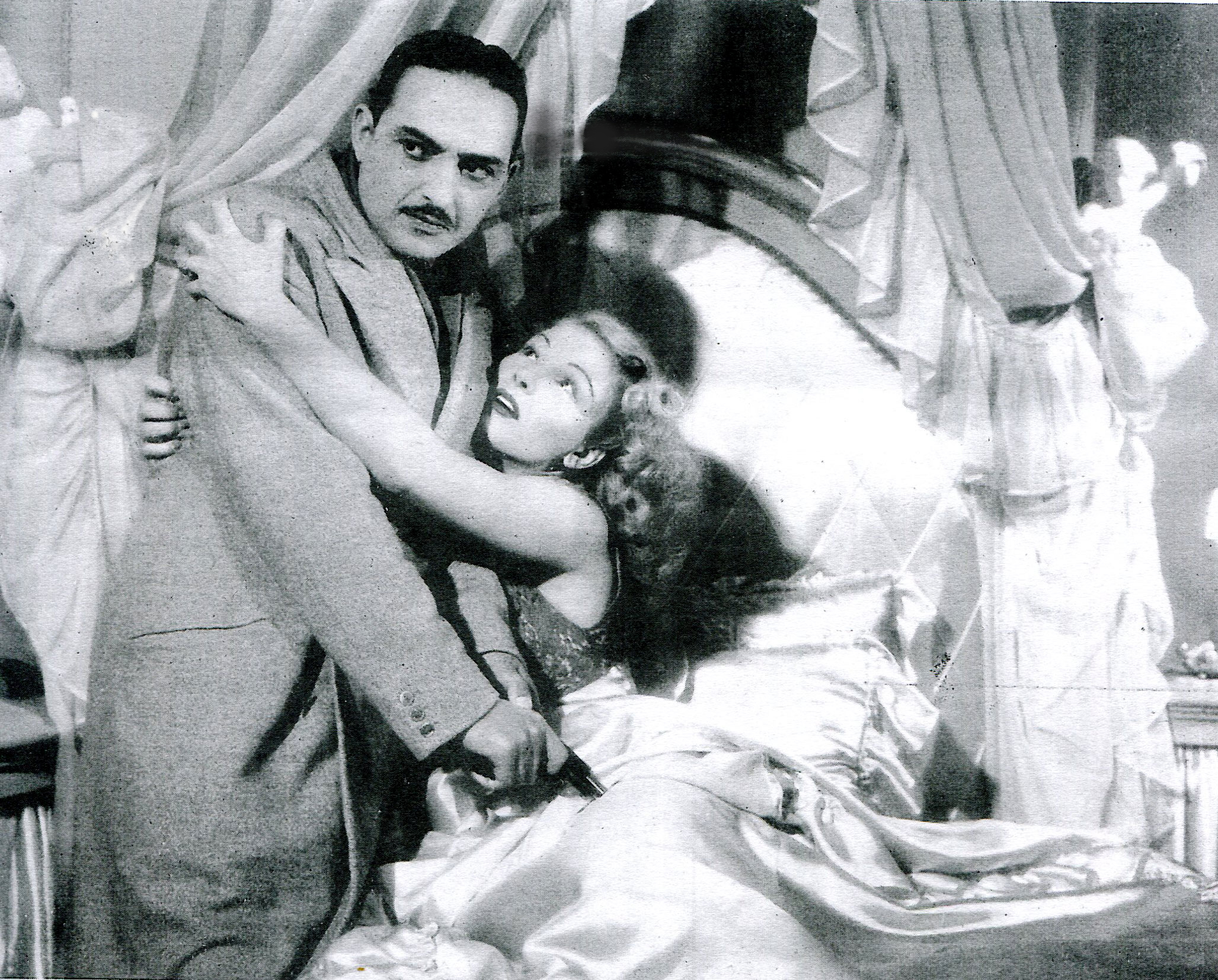
Carlo Lombardi e Vivi Gioi in una scena del film

Il film fu realizzato presso gli studi di Cinecittà e durante la lavorazione venne presentato con svariati titoli, puntualmente riportati dalle cronache del tempo: dapprima Cosa si recita questa sera e successivamente Un attore si diverte, prima di assumere quello definitivo. Le promozioni annunciarono anche la presenza di Armando Falconi quale protagonista, che poi non si realizzò. Le riprese iniziarono nell'ultima settimana del gennaio 1941 per concludersi circa un mese dopo con il passaggio della pellicola alla fase di montaggio, anche se poi il film fu distribuito più tardi, in quanto la prima proiezione pubblica si tenne il 2 giugno 1941 e la sua circolazione avvenne nei mesi estivi.
Rientra tra quelle pellicole di genere "giallo" che, in quanto prodotto considerato di derivazione straniera, risultavano invise al regime per cui «quando il Minculpop manifesta la sua avversione per la narrativa gialla inglese o americana, pur esortano una produzione italiana del genere, sullo schermo si rinnovano i quadri degli investigatori cinematografici alla ricerca del detective ideale». Venne infatti presentato come un soggetto «di tenuissima trama e di lieve colore giallo, trapunta di episodi comici e di allegre trovate».

## Accoglienza

### Commenti contemporanei

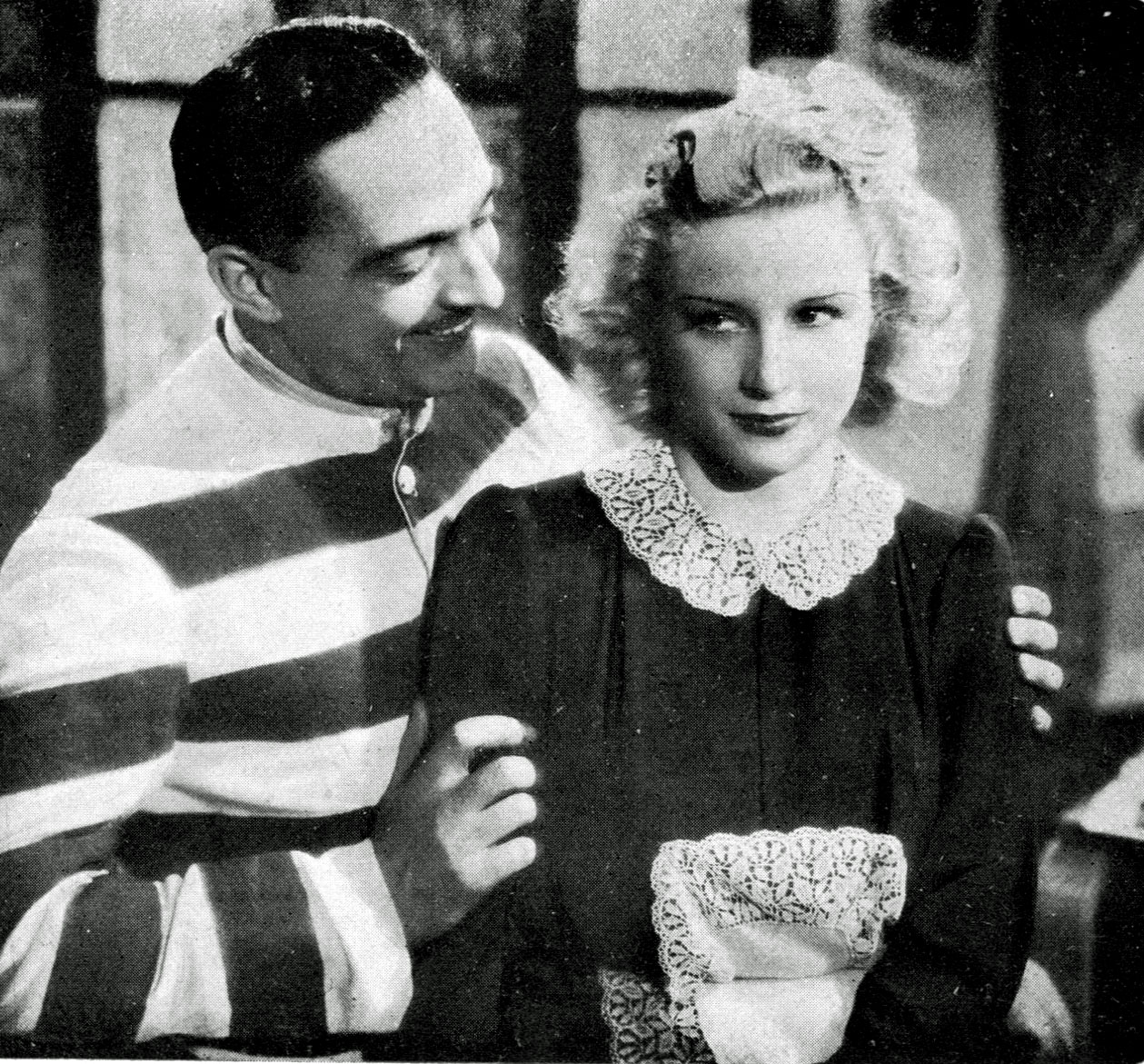
Ancora Lombardi e Gioi in un'altra scena

Per la sua prima regia Zampa ricevette dalla critica giudizi favorevoli. Elogi, infatti, da Cinema che, lamentandone la distribuzione nella poco propizia stagione estiva, riconobbe che «questo film solletica la curiosità di sapere "come va a finire", più di tanti ingarbugliati e confusi calderoni a base poliziesca. Non c'è mai abuso di situazione drammatica né l'insistenza sul tono misterioso. Tono bonario, vicenda spassosa, nessuno sostiene toni antipatici o cattivi».
Apprezzamento manifestato anche dai commenti apparsi su Tempo («da molto non ritrovavamo la vena cordiale e la felicità di realizzare che hanno saputo mettere in questo film») e sul Corriere della Sera che scrisse di «trovata piuttosto graziosa e svolta con sufficiente varietà d'incidenti, anche se non con sufficiente scatto».  Qualche dubbio invece da Film che osservò come «se assieme all'attore fosse scomparso anche il film il pubblico si sarebbe abbandonato a travolgenti manifestazioni di giubilo. L'attore scomparso è un giallo grottesco, movimentato e divertente, peccato che non si capisca troppo chiaramente dove comincia il giallo e dove finisce il grottesco».

### Giudizi successivi
Nei commenti retrospettivi è stato evidenziato che con questo suo primo film Zampa «ebbe il solo scopo di fare un film piacevole in un'epoca che prediligeva il cinema d'evasione. [Zampa] sceglie l'ambiente del teatro che gli era famigliare per le passate esperienze di commediografo e narra con la maggior scorrevolezza possibile una serie di colpi di scena». Tuttavia, secondo qualche commentatore «in questo Zampa esordiente si può cogliere il sintomo di una personalità nascente, qualcosa delle sue sensibilità quali le conosciamo nel suo lavoro del dopoguerra». Sarà invece il regista ad avere un atteggiamento negativo, quasi di rimozione, nei confronti di questo suo primo film (come per gli altri di quel periodo): «Preferisco non ricordare, mi hanno insegnato o muovere la macchina da presa e a far recitare gli attori. Però non ho mai cercato di rivederli, non c'è niente dentro, erano soltanto degli spettacoli».

### Risultato commerciale
In base ai dati disponibili L'attore scomparso non ebbe un significativo risultato economico, dato che risulta aver incassato circa 1.239.000 lire dell'epoca. Non molto se raffrontati con gli oltre 18 milioni che andarono ai Promessi sposi di Camerini oppure agli oltre 11 incassati dalle collegiali dirette da Mattoli in  Ore 9: lezione di chimica.